# Xinzhuang (köpinghuvudort i Kina, Qinghai Sheng, lat 37,06, long 101,56)
Xinzhuang (kinesiska: 新庄, 新庄镇) är en köpinghuvudort i Kina. Den ligger i provinsen Qinghai, i den nordvästra delen av landet, omkring 51 kilometer norr om provinshuvudstaden Xining. Antalet invånare är 15 785. Befolkningen består av 7 736 kvinnor och 8 049 män. Barn under 15 år utgör 25,0 %, vuxna 15-64 år 70 %, och äldre över 65 år 4,0 %.
Runt Xinzhuang är det ganska tätbefolkat, med 134 invånare per kvadratkilometer. Närmaste större samhälle är Qiaotou, 17,2 km sydost om Xinzhuang. Trakten runt Xinzhuang består i huvudsak av gräsmarker.
Genomsnittlig årsnederbörd är 644 millimeter. Den regnigaste månaden är juli, med i genomsnitt 149 mm nederbörd, och den torraste är januari, med 2 mm nederbörd.